# Carlos Alberto Lacoste
Carlos Alberto Lacoste Guillot (né le 2 février 1929 à Buenos Aires – mort le 24 juin 2004 dans la même ville) est un militaire argentin, qui exerça en tant qu'intérimaire la présidence de la Nation pendant une brève période allant du 11 décembre au 22 décembre 1981, c’est-à-dire dans la période dite du Proceso de Reorganización Nacional plutôt appelée dictature militaire des années 1970-1980.
Son successeur à la fonction présidentielle fut le général Leopoldo Galtieri.

## Biographie
Il avait déjà participé au coup d'État de 1955 contre Juan Perón. En 1961, il s'installa pendant six ans aux États-Unis pour des cours concernant l'administration et les
armements. En octobre 1974, comme capitaine de navire, il se joignit à la commission formée
au sein du ministère du Bien-être social, en vue d'organiser la coupe du monde de Football 1978. Après la mort mystérieuse de l'amiral Omar Actis, il dirigea totalement la commission chargée de l'organisation de cette coupe qui eut lieu à Buenos Aires. Il fut critiqué par le Ministre du Trésor public de l'époque, Juan Alemann, pour n'avoir jamais présenté un bilan justifiant les 517 millions de dollars dépensés pour cet événement.
Après la chute de la dictature, il conserva ses connexions avec les associations du football, devenant le représentant de l'Amérique du Sud auprès de la FIFA, et en 1986 il fut nommé superviseur argentin lors de la coupe du monde de Mexico. Il a été accusé de crimes contre l'humanité.